# Dubautia
Dubautia är ett släkte av korgblommiga växter. Dubautia ingår i familjen korgblommiga växter.

## Bildgalleri

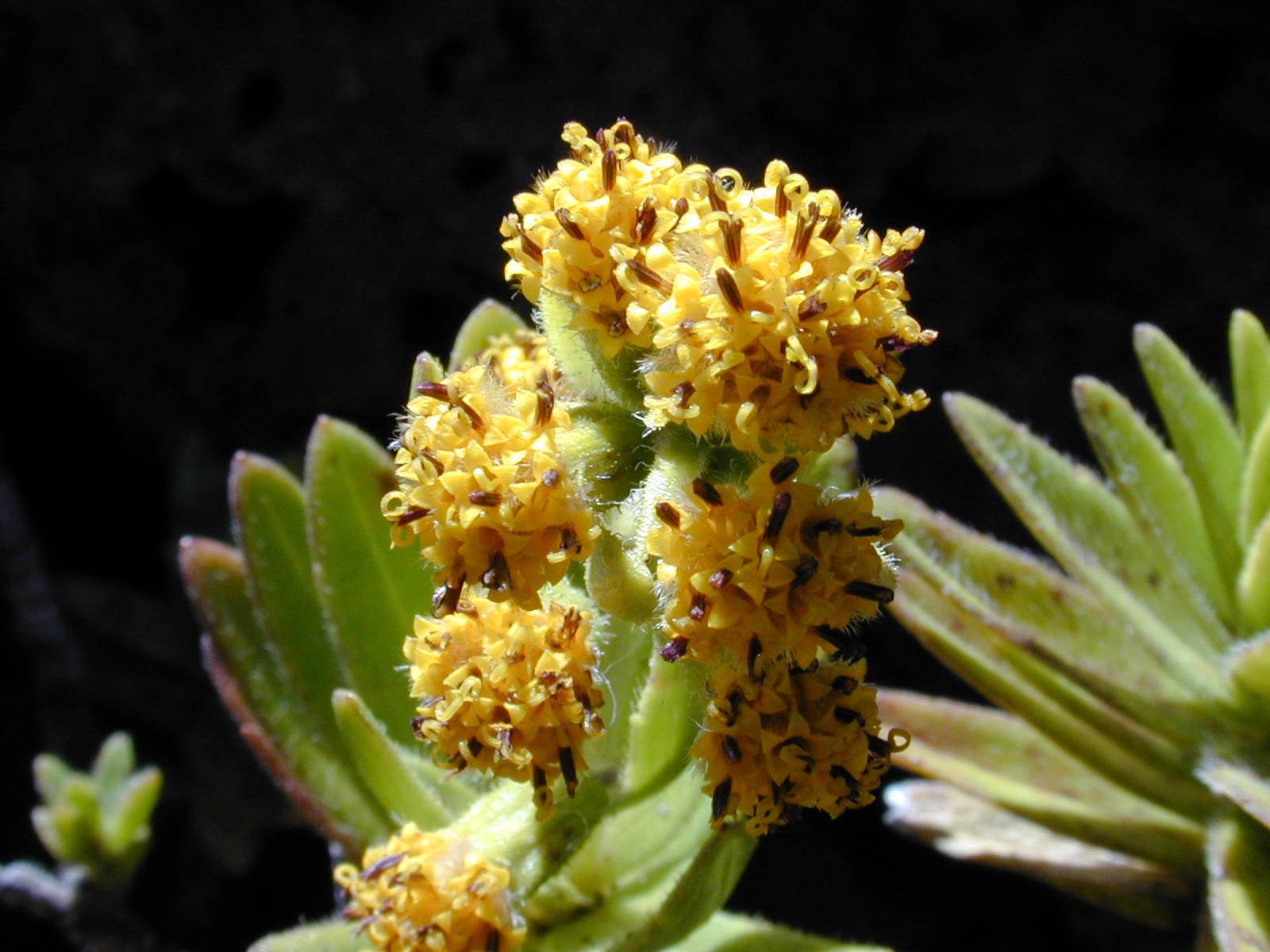
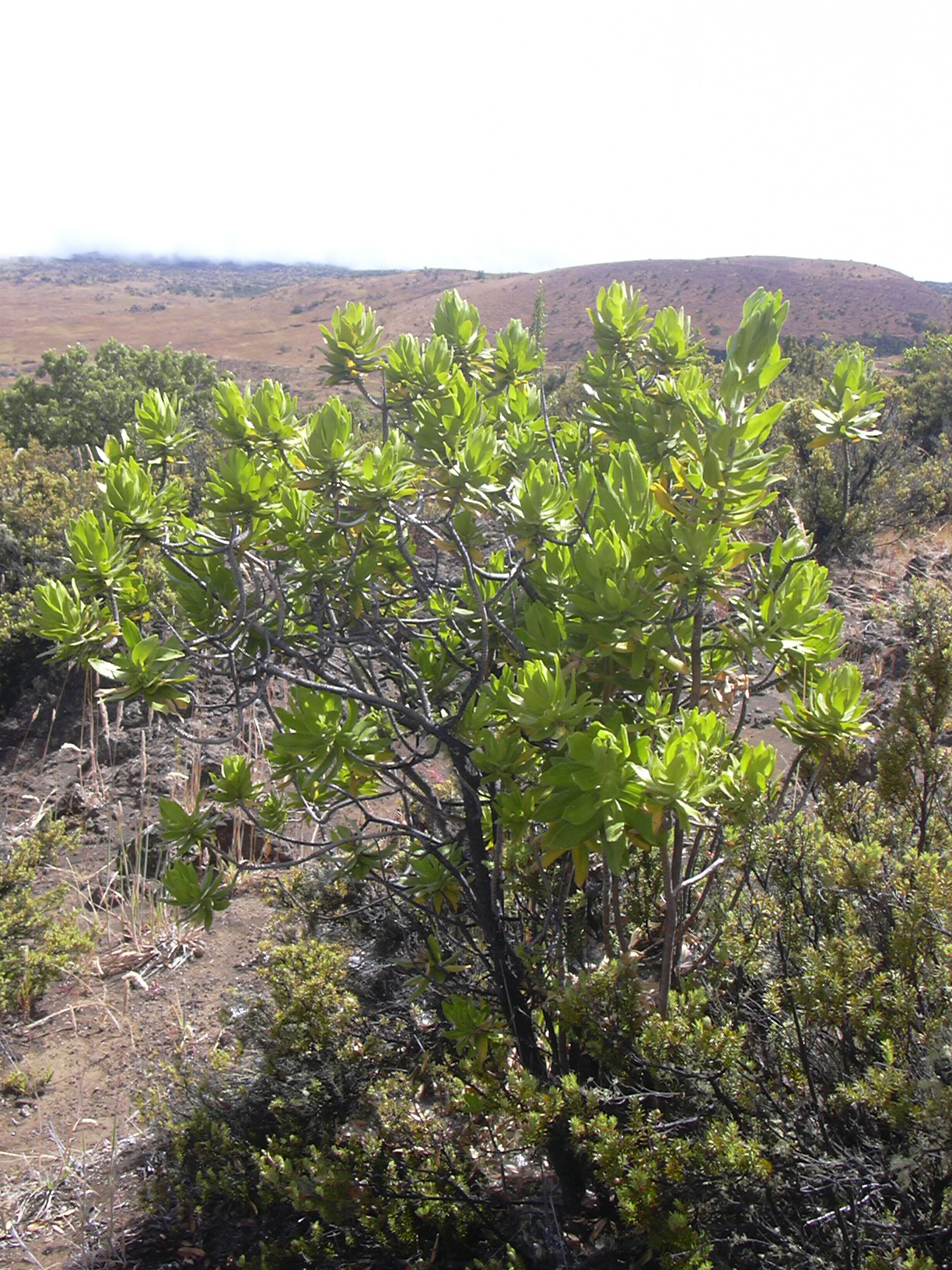
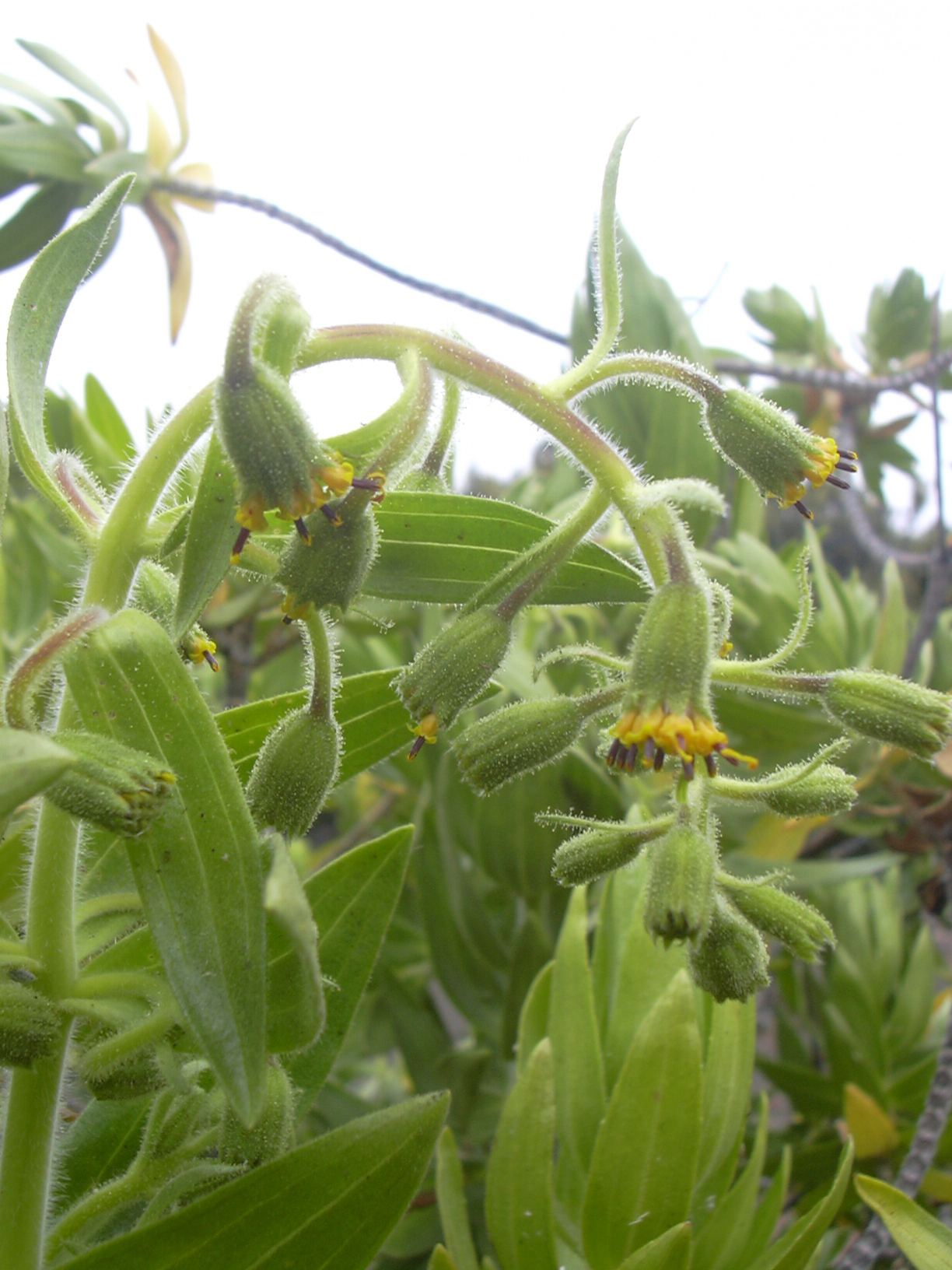
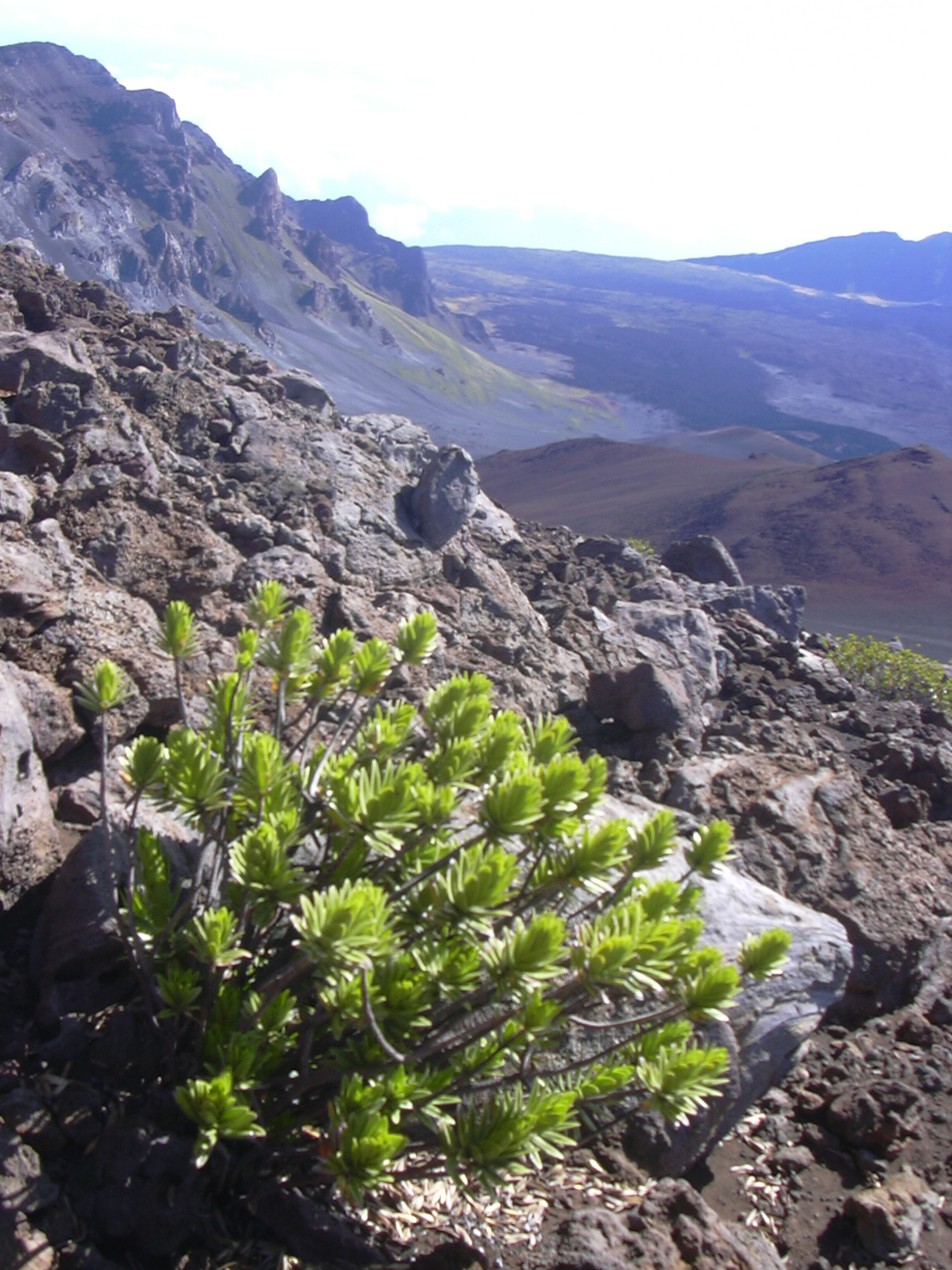

## Dottertaxa tillDubautia, i alfabetisk ordning[1]
- Dubautia caliginis
- Dubautia ciliolata
- Dubautia degeneri
- Dubautia demissifolia
- Dubautia fallax
- Dubautia grayana
- Dubautia gymnoxiphium
- Dubautia hobdyi
- Dubautia imbricata
- Dubautia kai
- Dubautia kalalauensis
- Dubautia kauensis
- Dubautia kenwoodii
- Dubautia knudsenii
- Dubautia laevigata
- Dubautia latifolia
- Dubautia laxa
- Dubautia linearis
- Dubautia menziesii
- Dubautia microcephala
- Dubautia molokaiensis
- Dubautia montana
- Dubautia paludosa
- Dubautia plantaginea
- Dubautia platyphylla
- Dubautia raillardioides
- Dubautia reticulata
- Dubautia sandwicensis
- Dubautia scabra
- Dubautia sherffiana
- Dubautia thyrsiflora
- Dubautia waialealae
- Dubautia waianapanapaensis
- Dubautia virescens